# Schloss Stadelhof

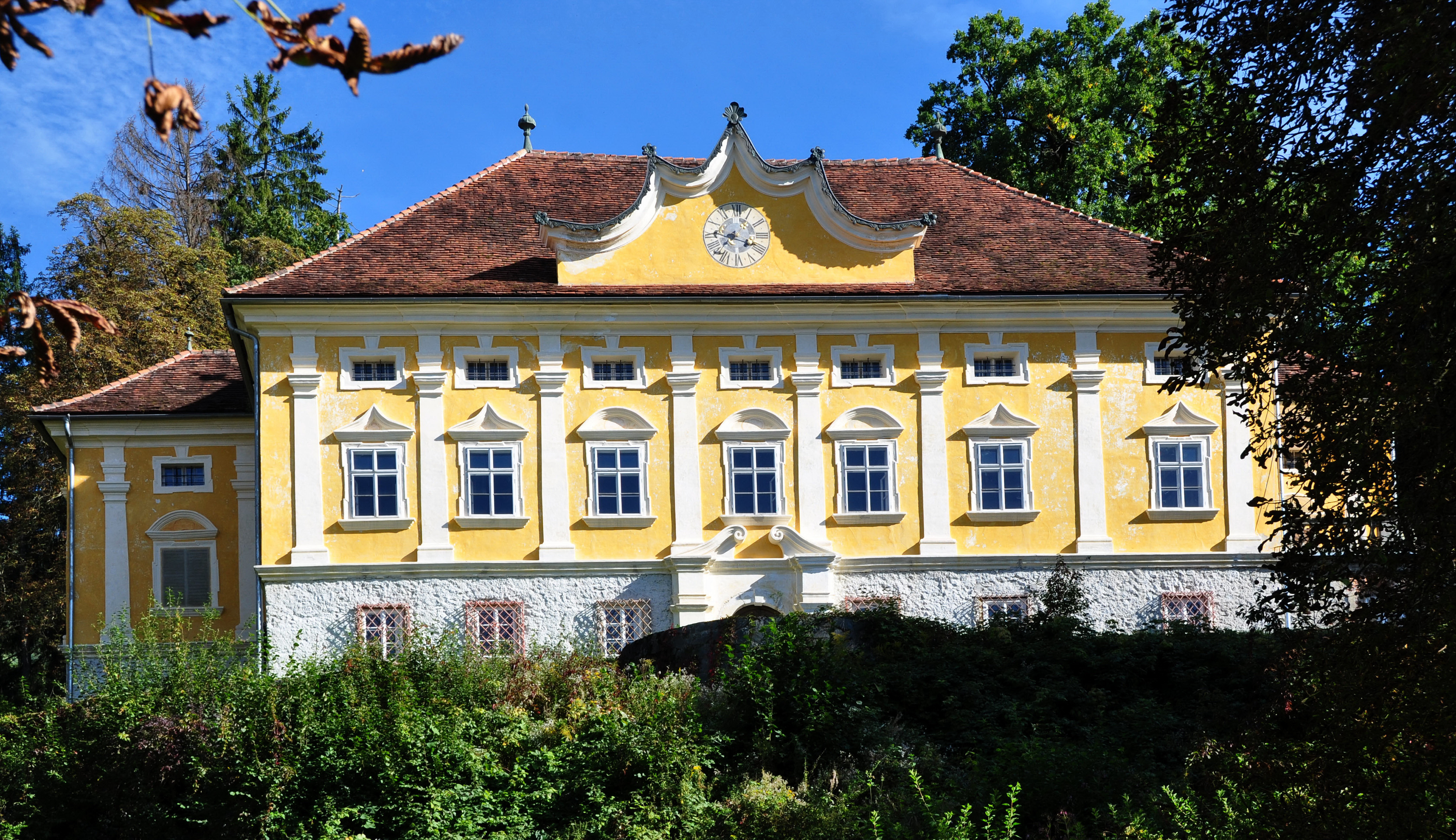
Schloss Stadlhof (Schauseite)

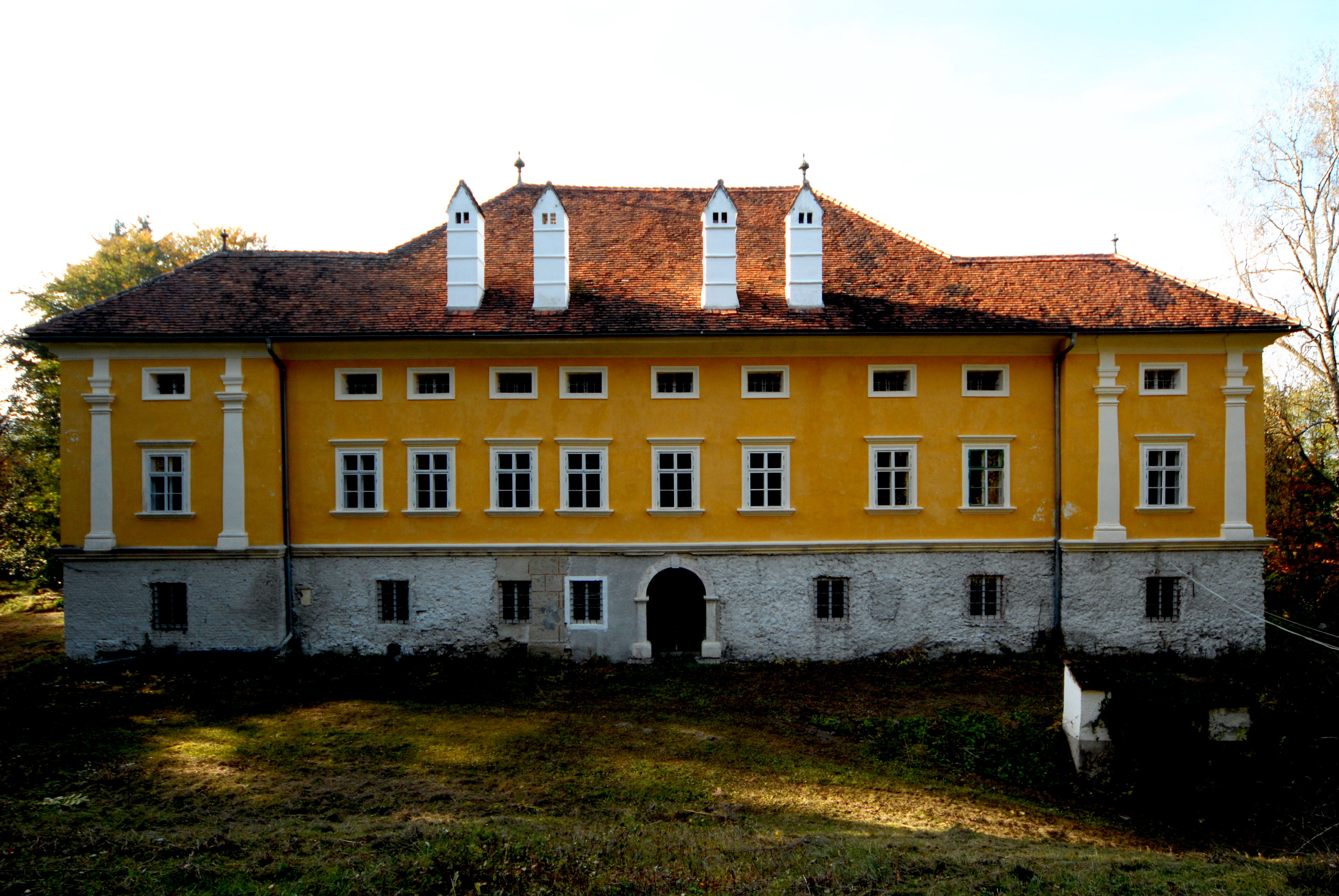
Schloss Stadlhof (Rückseite)

Schloss Stadlhof ist ein Bauwerk in der Ortschaft Pflugern der Stadtgemeinde Sankt Veit an der Glan in Kärnten.

## Geschichte
Stadlhof war, wie der Name andeutet, ursprünglich ein Gutshof. Das Schloss gehört zu einer ganzen Reihe von Bauwerken, die ab dem 16. Jahrhundert um die neue Landeshauptstadt Klagenfurt entstand. Urkundlich wurde das Anwesen erstmals im Jahr 1599 erwähnt, als der Kärntner Erblandgroßmeister Sigmund von Keutschach auf Tannenberg das Gut erwarb. Nach dem Tod des Besitzers im Jahr 1607 verpfändete der Landeshauptmann Stadlhof an Adam zu Ratzenegg und Hallegg, auf ihn folgten als Besitzer der Landschaftssekretär Johann Weber von und zu Ehrental sowie der Obereinnahmeschreiber zu Pontafel. Im 18. Jahrhundert folgten auf Erasmus Seyfried Kreiner vom Spiritushof zahlreiche Besitzerwechsel. 1798 gehörte das kleine Schloss dem Sankt Veiter Eisenhändler Johann Matthäus Freiherr von Koller, 1846 Gustav Graf von Egger. Anschließend wechselte der Eigentümer fast jährlich. 1896 übernahm es Viktor Friedrich Ernst von Schönburg-Waldenburg, 1923 Oskar Schneditz und Anna Gartner. Von 1953 an war Stadlhof im Besitz der Familie Dreihann-Holenia, 1975 übernahm es Elisabeth Fräss-Ehrfeld. Weitere Besitzer waren der Grazer Martin Auer und das Land Kärnten. 2009 kaufte der Unternehmer Hermann Fleischhacker das Anwesen, das bereits wieder zu verfallen drohte und stellte die in den 1990er Jahren begonnenen Restaurierungsarbeiten fertig.
Der Ausbau zum heutigen Erscheinungsbild erfolgte in den Jahren 1772 bis 1780, wahrscheinlich nach Plänen von Johann Georg Hagenauer, als dem Hauptbau die beiden zurückgesetzten Seitenflügel angefügt wurden und eine neue Fassadierung vorgenommen wurde.

## Beschreibung
Stadlhof liegt nahe der Rotte Pflugern südlich von St. Donat auf einer Hangterrasse oberhalb der Klagenfurter Schnellstraße (S37), die Sankt Veit mit der Landeshauptstadt verbindet.
Das Schloss ist eine 7- und 3-achsige Anlage mit zwei zurückgesetzten einachsigen Seitenflügeln und bemerkenswerter spätbarocker Westfassade. In der Mitte der Schauseite befindet sich das Portal, das mit seinen bekrönenden Voluten das stark verkröpfte Gesims zwischen Erdgeschoß und erstem Stockwerk durchstößt und in das Obergeschoß hineinragt. Die Fassade wird von einem breiten, über drei Achsen reichenden und geschwungenen Ziergiebel bekrönt. Vor dem Portal steht ein Rundpavillon. Die Fenster im Erdgeschoß sind vergittert, jene im Obergeschoß weisen Rahmungen mit Segment- und Stichbogengiebeln auf. Die Pilastergliederung im Hauptgeschoß über dem Kordongesims akzentuiert wirkungsvoll die langgestreckte Fassade. Das Gebäude ist mit einem Walmdach bedeckt.
Die Eingangshalle ist mit barockisierenden Rankenstukkaturen verziert, der 1909 angebracht wurde. In einem festlichen Raum im ersten Stockwerk befinden sich tapetenartige Ölmalereien, Veduten unter anderem mit einer Stadtansicht von Klagenfurt. Sie wurden um das Jahr 1775 angebracht. Die Decken der Räume sind mit Rokokomalereien versehen, diese wurden 2012 vom Restaurator Walter Antowitzer aus Döbriach wieder hergestellt. Die Böden der Räume sind mit aufwendig geflochtenen Tafelparkett aus der Zeit des 18. Jahrhunderts aus Nuss, Ahorn und Eichenholz ausgestattet.